# George Turpin
George Turpin (Liverpool, 10 gennaio 1952) è un ex pugile britannico.

## Palmarès
- Giochi olimpici

Monaco di Baviera 1972: bronzo nei pesi gallo.